# شویچی یاناگیموتو
شویچی یاناگیموتو (انگلیسی: Shoichi Yanagimoto؛ زادهٔ ۵ ژوئن ۱۹۵۱) بازیکن والیبال اهل ژاپن بود.